# Catherine de Francheville
 (janvier 2019).
Pour les articles homonymes, voir Francheville.
Catherine de Francheville, née le 21 septembre 1620 au château de Truscat, en Sarzeau et décédée le 3 mars 1689 à Vannes, est une religieuse bretonne du XVIIe siècle, qui, après avoir fait elle-même les Exercices spirituels de saint Ignace de Loyola, fonda à Vannes la première "maison de retraite" pour femmes au monde.

## Biographie
Catherine de Francheville est la fille de  Daniel de Francheville, seigneur de Truscat, de La Motte-Rivault, de La Cour et du Pelinec, procureur du roi, sénéchal de Rhuys, et de Julienne Cillart, dame de Kerampoul.
Catherine de Francheville, se rendant depuis le château familial de Truscat (en Sarzeau) à Rennes pour y épouser un conseiller au Parlement de Bretagne, vit son carrosse heurter dans un faubourg de Rennes un cercueil, c'était celui de son futur mari.
Ce traumatisme fut pour elle une révélation : elle renonça à mener la vie mondaine à laquelle sa fortune semblait la destiner et se mit à parcourir la Bretagne pour y fonder des maisons de retraite destinées à devenir des citadelles de la foi chrétienne.
Fondatrice avec Claude-Thérèse de Kerméno de la communauté religieuse des « Sœurs de La Retraite », Catherine de Francheville s'inspira de ce qu'avait fait le Père jésuite Vincent Huby, qui dirigea la première maison pour hommes en 1663. Émue par la profonde détresse spirituelle des femmes du XVIIe siècle elle veut rendre possible aux femmes de son temps l'expérience des Exercices spirituels d'Ignace de Loyola, déjà accessible aux hommes. Elle fait donc partie de ce mouvement spirituel du XVIIe siècle que l'on appelle les « Missions bretonnes ».
On lui doit notamment l'organisation, à partir du dernier tiers du XVIIe siècle, des premières retraites pour femmes — la première maison de Retraites ouvrira le 21 octobre 1673 — proposant à des femmes de chercher Dieu dans le quotidien de leur vie familiale et sociale, avec des retraites en français, et aussi en breton. Une communauté religieuse se constitue pour l'animer. Peu de temps après, d'autres femmes l'imiteront à Quimper, puis en bien d'autres lieux.

## Souvenir et vénération
L'ouverture de sa cause en béatification a été autorisée par le pape Pie X le 22 août 1906, lui attribuant ainsi (selon les règles canoniques alors en vigueur) le titre de « vénérable ».